# De auxiliis

Herb Dominikanów

Herb Jezuitów

De auxiliis – Spór o skuteczność łaski – spór, który toczył się na przełomie XVI i XVII wieku między dwoma systemami teologicznymi usiłujący wytłumaczyć relację pomiędzy łaską Bożą a wolnością człowieka. Spór przybrał obraz monachomachii pomiędzy Towarzystwem Jezusowym (moliniści) a Zakonem Kaznodziejskim (tomiści). Pierwsi z nich za punkt wyjścia do rozważań przyjmowali płaszczyznę moralno-pastoralną, drudzy natomiast metafizyczną.
W latach 1595–1607 odbyło się z inicjatywy Stolicy Apostolskiej ponad 120 posiedzeń specjalnych komisji teologicznych próbujących rozwikłać spór. Prace teologów i posiedzenia kardynałów nie przyniosły jednak spodziewanego efektu. W 1607 za namową Franciszka Salezego papież Paweł V wydał dekret skierowany do generałów zwaśnionych zakonów dominikanów i jezuitów:
- z nakazem powrotu dyskutujących do swoich krajów;
- zakazem podejmowania dalszej dyskusji;
- zakazem nakładania cenzur w sprawie spornej.

Spór jednak nie zakończył się z chwilą wydania wspomnianego dekretu. Decyzję milczenia z powodu powrotu dyskusji powtarzano kilkakrotnie: w 1611 ponownie Paweł V, Urban VIII w 1625 i 1641, Innocenty X w 1650 i 1654, Aleksander VII w 1657, Innocenty XII w 1694, Klemens XII w 1733 oraz Benedykt XIV w 1758.